# بارهنگ نازک
بارهنگ نازک (نام علمی: Potamogeton pusillus) نام یک گونه از سرده گوشاب است.